# Dauphins de Nice
I Dauphins de Nice sono una squadra di football americano di Nizza, in Francia; fondati nel 1999, hanno vinto 1 campionato di seconda divisione e 1 campionato cadetti.

## Dettaglio stagioni

### Tornei nazionali

#### Campionato

##### Division Élite
| Stagione | regular season | regular season | regular season | regular season | regular season | regular season | playoff | playoff | playoff | playoff | playoff | playoff           | playoff                        |
|          | Vin            | Par            | Per            | Tot            | PF             | PS             | Vin     | Per     | Tot     | PF      | PS      | risultato         | avversaria                     |
| -------- | -------------- | -------------- | -------------- | -------------- | -------------- | -------------- | ------- | ------- | ------- | ------- | ------- | ----------------- | ------------------------------ |
| 2011     | 0              | 0              | 10             | 10             | 94             | 434            | 1       | 0       | 1       | 15      | 8       | Non retrocessi    | Kangourous de Pessac           |
| 2012     | 6              | 0              | 4              | 10             | 197            | 180            | 0       | 1       | 1       | 14      | 23      | Semifinale        | Black Panthers de Thonon       |
| 2013     | 7              | 1              | 2              | 10             | 206            | 117            | 0       | 1       | 1       | 7       | 28      | Semifinale        | Black Panthers de Thonon       |
| 2014     | 5              | 0              | 3              | 8              | 231            | 160            | 0       | 1       | 1       | 0       | 38      | Semifinale        | Black Panthers de Thonon       |
| 2015     | 4              | 0              | 6              | 10             | 120            | 253            | -       | -       | -       | -       | -       | -                 | -                              |
| 2016     | 6              | 0              | 2              | 8              | 176            | 156            | 1       | 1       | 2       | 46      | 42      | Casque de Diamant | Cougars de Saint-Ouen-l'Aumône |
| 2017     | 3              | 0              | 7              | 10             | 186            | 289            | -       | -       | -       | -       | -       | Retrocessi        | -                              |
| 2023     | 4              | 0              | 6              | 10             | 185            | 163            | -       | -       | -       | -       | -       | -                 | -                              |
| 2024     | 5              | 0              | 5              | 10             | 161            | 132            | 0       | 1       | 1       | 0       | 30      | Wild Card         | Black Panthers de Thonon       |
| Totale   | 40             | 1              | 45             | 86             | 1556           | 1884           | 2       | 5       | 7       | 82      | 169     |                   |                                |

Fonti: Enciclopedia del Football - A cura di Massimo Mezzetti

##### Deuxième Division
| Stagione | regular season | regular season | regular season | regular season | regular season | regular season | playoff | playoff | playoff | playoff | playoff | playoff   | playoff    |
|          | Vin            | Par            | Per            | Tot            | PF             | PS             | Vin     | Per     | Tot     | PF      | PS      | risultato | avversaria |
| -------- | -------------- | -------------- | -------------- | -------------- | -------------- | -------------- | ------- | ------- | ------- | ------- | ------- | --------- | ---------- |
| 2018     | 4              | 1              | 5              | 10             | 260            | 323            | -       | -       | -       | -       | -       | -         | -          |
| Totale   | 4              | 1              | 5              | 10             | 260            | 323            | -       | -       | -       | -       | -       |           |            |

Fonti: Enciclopedia del Football - A cura di Massimo Mezzetti

### Tornei internazionali

#### IFAF Europe Champions League
| Stagione | regular season | regular season | regular season | regular season | regular season | regular season | playoff | playoff | playoff | playoff | playoff | playoff   | playoff    |
|          | Vin            | Par            | Per            | Tot            | PF             | PS             | Vin     | Per     | Tot     | PF      | PS      | risultato | avversaria |
| -------- | -------------- | -------------- | -------------- | -------------- | -------------- | -------------- | ------- | ------- | ------- | ------- | ------- | --------- | ---------- |
| 2014     | 1              | 0              | 1              | 2              | 47             | 40             | -       | -       | -       | -       | -       | -         | -          |
| Totale   | 1              | 0              | 1              | 2              | 47             | 40             | -       | -       | -       | -       | -       |           |            |

Fonti: Enciclopedia del Football - A cura di Massimo Mezzetti

##### European Football League (dal 2014)
| Stagione | regular season | regular season | regular season | regular season | regular season | regular season | playoff | playoff | playoff | playoff | playoff | playoff   | playoff    |
|          | Vin            | Par            | Per            | Tot            | PF             | PS             | Vin     | Per     | Tot     | PF      | PS      | risultato | avversaria |
| -------- | -------------- | -------------- | -------------- | -------------- | -------------- | -------------- | ------- | ------- | ------- | ------- | ------- | --------- | ---------- |
| 2017     | 0              | 0              | 2              | 2              | 27             | 64             | -       | -       | -       | -       | -       | -         | -          |
| Totale   | 0              | 0              | 2              | 2              | 27             | 64             | -       | -       | -       | -       | -       |           |            |

Fonti: Enciclopedia del Football - A cura di Massimo Mezzetti

##### EFAF Cup
| Stagione | regular season | regular season | regular season | regular season | regular season | regular season | playoff | playoff | playoff | playoff | playoff | playoff    | playoff              |
|          | Vin            | Par            | Per            | Tot            | PF             | PS             | Vin     | Per     | Tot     | PF      | PS      | risultato  | avversaria           |
| -------- | -------------- | -------------- | -------------- | -------------- | -------------- | -------------- | ------- | ------- | ------- | ------- | ------- | ---------- | -------------------- |
| 2013     | 2              | 0              | 0              | 2              | 47             | 28             | 0       | 1       | 1       | 15      | 16      | Semifinale | L'Hospitalet Pioners |
| Totale   | 2              | 0              | 0              | 2              | 47             | 28             | 0       | 1       | 1       | 15      | 16      |            |                      |

Fonti: Sito Eurobowl.info Archiviato il 19 ottobre 2017 in Internet Archive. - A cura di Massimo Mezzetti;

### Riepilogo fasi finali disputate
| Anno              | Luogo            | Evento         | Fase del torneo   | Incontro                                          | Risultato |
| 25-26 giugno 2011 |                  | Division Élite | Playout           | Dauphins de Nice - Kangourous de Pessac           | 15 - 8    |
| 10 giugno 2012    | Thonon-les-Bains | Division Élite | Semifinale        | Black Panthers de Thonon - Dauphins de Nice       | 23 - 14   |
| 8 giugno 2013     | Nizza            | Division Élite | Semifinale        | Dauphins de Nice - Black Panthers de Thonon       | 7 - 28    |
| 15 giugno 2013    | Nizza            | EFAF Cup       | Semifinale        | Dauphins de Nice - L'Hospitalet Pioners           | 15 - 16   |
| 21 giugno 2014    | Thonon-les-Bains | Division Élite | Semifinale        | Black Panthers de Thonon - Dauphins de Nice       | 38 - 0    |
| 25 giugno 2016    | Mont-de-Marsan   | Division Élite | Casque de Diamant | Cougars de Saint-Ouen-l'Aumône - Dauphins de Nice | 28 - 17   |
| 8 giugno 2024     |                  | Division Élite | Semifinale        | Black Panthers de Thonon - Dauphins de Nice       | 30 - 0    |

## Palmarès
- 1 Casque d'Or (2007)
- 1 Campionato cadetti (2009)